# Brule Harbour
Brule Harbour (do 6 lutego 1967 Brûlé Harbour) – zatoka (harbour) zatoki Amet Sound w kanadyjskiej prowincji Nowa Szkocja, w hrabstwie Colchester; nazwa Brûlé Harbour urzędowo zatwierdzona 6 maja 1947.